# NABBI-pärlor

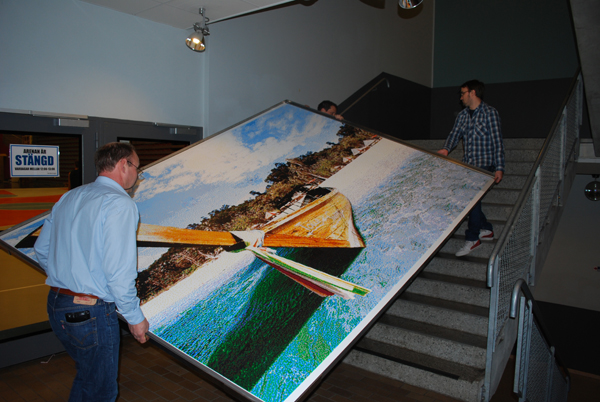
Världens f.d. största pärlplatta med 316.800 pärlor finns i Fryshuset i Stockholm.

NABBI-pärlor är ett varumärkesord på plastpärlor och som används för pärlplattor. Pärlorna finns i cirka 90 färger. NABBI-pärlan började tillverkas 1958 i Munka Ljungby av Munkplast AB. År 1996 flyttade företaget produktionen till Uppsala. År 2004 utvecklade Munkplast AB datorprogrammet Photopearls som omvandlar en digital bild till ett pärlmönster.  I handeln kan man hitta dessa pärlor under namnet rörpärlor.